# Zjeleznik
Zjeleznik, Zheleznik of Železnik (Bulgaars: Железник) is een dorp in Bulgarije. Zij is gelegen in de gemeente Tsjernootsjene in de oblast  Kardzjali. Het dorp ligt 11 km ten noorden van Kardzjali en 196 km ten zuidoosten van de hoofdstad Sofia.

## Bevolking
In de eerste volkstelling van 1934 registreerde het dorp 333 inwoners. Op 31 december 2019 telde het dorp 237 inwoners.
Alle 249 inwoners reageerden op de optionele volkstelling van 2011. 247 personen identificeerden zichzelf als Bulgaarse Turken (99,2%), terwijl 2 personen ondefinieerbaar waren.
Van de 248 inwoners in februari 2011 werden geteld, waren er 42 jonger dan 15 jaar oud (16,9%), gevolgd door 175 personen tussen de 15-64 jaar oud (70,3%) en 32 personen van 65 jaar of ouder (12,9%).